# حمید خرمدل
حمید خرمدل (زادهٔ ۱۳۵۶) سرتیپ‌دوم سپاه پاسداران انقلاب اسلامی است، که هم‌اکنون فرماندهی سپاه امام صادق بوشهر را برعهده دارد.
وی از ۱۳۸۸ تا ۱۳۹۱ مسئول سازمان بسیج دانشجویی و فرهنگیان استان بوشهر بود، از ۱۳۹۱ تا ۱۳۹۲ فرماندهی سپاه پاسداران شهرستان بوشهر را برعهده داشت، در فاصله سال‌های ۱۳۹۲ تا ۱۳۹۷ به‌عنوان جانشین فرمانده سپاه امام صادق بوشهر فعالیت می‌کرد و از مهرماه ۱۳۹۷ تا اردیبهشت ۱۴۰۴ فرمانده سپاه فتح کهگیلویه و بویراحمد بود. خرمدل در سال ۱۳۹۸ درجه سرتیپ‌دومی دریافت کرد.
۱۸ سپتامبر ۲۰۲۴ وزارت خزانه‌داری آمریکا خرمدل را به‌ همراه ۱۱ نفر از مقام‌های سپاه پاسداران و مقام‌های سازمان زندان‌های جمهوری اسلامی به دلیل داشتن ارتباط با سرکوب خشونت‌آمیز و بی‌رحمانه اعتراضات مسالمت‌آمیز و عملیات‌های مرگبار در خارج از کشور تحریم کرد. این تحریم‌ها در هماهنگی با کانادا و استرالیا صورت گرفته که آنها نیز تحریم‌هایی را اعمال کرده‌اند.